# Skansen (biograf)
Skansen var en biograf på Övre Husargatan i Göteborg, som öppnade 3 december 1936 och stängde i maj 1986. Sedan 1987 används lokalen för sceniska framträdanden, bland annat som dansteater. Den har då fått namnet Atalante, tidigare Unga Atalante.